# کلر کوران
کلر کوران (انگلیسی: Clare Curran؛ زادهٔ ۱۹۶۰ (۶۴–۶۵ سال)) سیاست‌مدار اهل نیوزیلند است.